# Boca do Rio
A Boca do Rio é um bairro de Salvador. Seu nome deriva-se do poluído Rio das Pedras, que possui foz nesse bairro. Pontuado por uma série de empreendimentos de luxo, nele localizado o antigo Aeroclube Plaza Show, um shopping turístico a céu aberto com acesso à praia e que foi demolido para dar lugar a um novo empreendimento, o Centro de Convenções Municipal de Salvador
Na década de 1970, uma de suas praias era frequentemente visitada por muitos artistas baianos, a exemplo de Caetano Veloso, Gilberto Gil, Maria Bethânia, Gal Costa, Novos Baianos, dentre outros. Ela ficou conhecida como Praia dos Artistas e está localizada próxima à praça que substituiu a antiga sede de praia do Esporte Clube Bahia, entre os bairros do STIEP e Pituaçu.[carece de fontes?]

## Demografia

### População
Segundo o Censo do Instituto Brasileiro de Geografia e Estatística (IBGE) de 2010 é o décimo bairro com a maior população de negros em Salvador, com 80,04% (38 447 habitantes). Sua população total em 2010 somando todas as etnias era de 48 032 residentes.

### Segurança
Foi listado como um dos bairros mais perigosos de Salvador, segundo dados do Instituto Brasileiro de Geografia e Estatística (IBGE) e da Secretaria de Segurança Pública (SSP) divulgados no mapa da violência de bairro em bairro pelo jornal Correio em 2012. Ficou entre os mais violentos em consequência da taxa de homicídios para cada cem mil habitantes por ano (com referência da ONU) ter alcançado o nível mais negativo, com o indicativo de "mais que 90", sendo um dos piores bairros na lista. Em maio de 2018 ficou entre os bairros com maior índice de roubo de carros em Salvador.

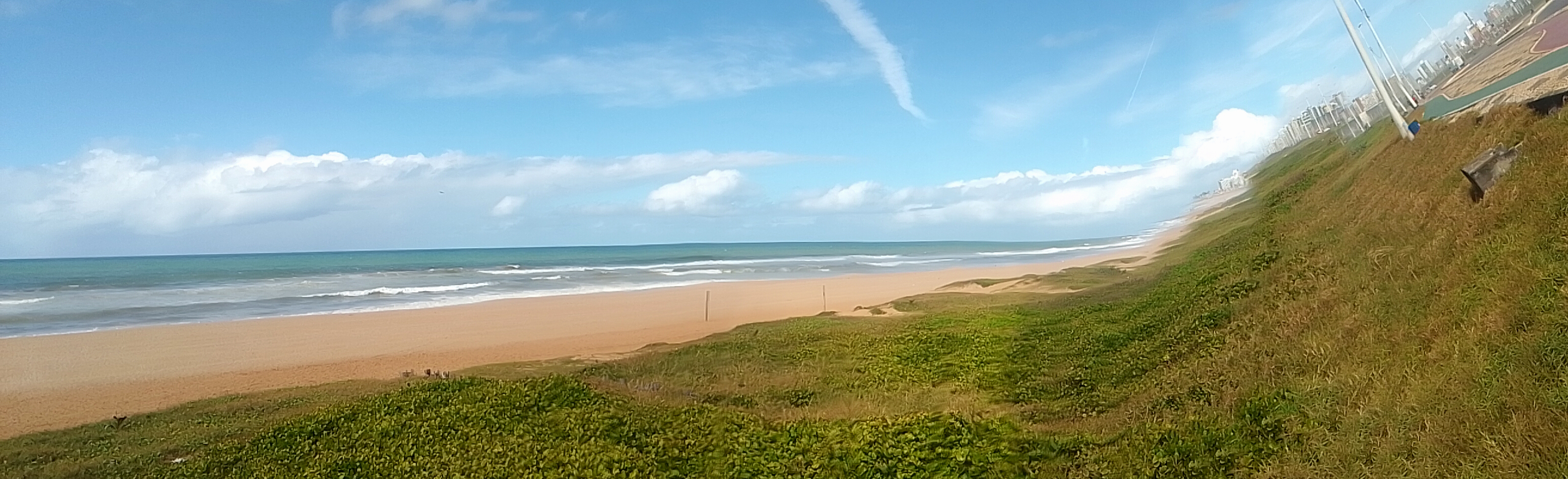
Praia da "boca do rio" o lado oeste do rio das pedras
(visível até a praia de armação/ stiep) A "praia dos artistas" fica do outro lado da foz "rio das pedras"

## História
Segundo o "Memorial Parque do Xaréu" a história do bairro inicia-se na época dos escravos, que saindo do Quilombo do Cabula iam se banhar e pescar nas águas da boca do Rio das Pedras, onde até os nossos dias ainda se registra a pesca dos Xaréus em torno da desembocadura do Rio das Pedras.